# Наталија Шредер
Наталија Шредер (пољ. Natalia Weronika Szroeder; Битов, 20. април 1995) је пољска пјевачица, текстописац и композиторка и ТВ водитељка. Најпознатија је по својим радовима са репером Либером, са којим се појавила у његовим пјесмама Wszystkiego na raz и Nie patrzę w dół 2013. године. Шредер је започела своју соло каријеру 2012. године, њен деби сингл под називом Jane објављен је исте године.
Објавила је два соло студијска албума: Natinterpretacje (2016. године) и Pogłos (2021. године). Била је учесник или водитељ неколико телевизијских емисија и играла главну женску улогу у филму Како сам постао гангстер. Истинита прича (наслов филма на пољском језику Jak zostałem gangsterem. Historia prawdziwa).

## Биографија
Рођена је у Битову. Одрасла је у померанском селу Парчово, у кашупској породици са музичком традицијом. Она је ћерка Јоане и Јаромира Шредера. Њена мајка предаје кашупски језик и наступа у народном бенду Модраки, који је основао њен дјед, Валдемар Капишка. Њен отац је основао позориште Дијалог, гдје је Наталија наступала када је имала 10 година. Њена три брата и сестре (сестра Марцелина и браћа Станислав и Мелхиор) чине бенд Русланд Трио. У дјетињству се појавила у емисији Od przedszkola do Opola на TVP1. Године 2006. појавила се у програму TVP3 Gdańsk Kaszëbë.
Године 2010. била је финалиста и добитница специјалне награде директора Radio Kaszëbë на музичком такмичењу „Kaszubski Idol“. Године 2011. била је побједница једне од епизода „Szansa na sukces“ у којој је пјевала пјесму Мериле Родович „Cicha woda“. Године 2012. дебитовала је спотом за пјесму „Potrzebny je drech“, коју је снимила на кашупском језику, а убрзо касније објавила је и дебитантски сингл „Jane“ са музиком и текстом који јр написао Marek Kościkiewicz. Такође, 2012. године објавила је двије пјесме у сарадњи са Либером: „Wszystkiego na raz“ (сингл је достигао друго мјесто на AirPlay – Top листи и неколико недјеља је био међу најчешће пуштаним пјесмама у земљи) и „Nie patrzę w dół“.
Обје пјесме су уврштене на реперов студијски албум под насловом ''Duety'' (албум Libera). Шредер је такође учествовала на јубиларном концерту Irena Santor. У августу је наступила у дуету са Либером током гала додјеле награде Eska Music Awards 2013, гдје је била номинована за награду у категорији „најбољи деби“. Учествовала је и на Фестивалу руске пјесме у Зиелоној Гори, гдје је извела пјесму „Kukuszka“ са Земфириног репертоара. Дана 2. децембра 2013. године објавила је свој други соло сингл „Tęczowy“. Године 2014. објавила је два сингла: „Nie pytaj jak“ и „Teraz ty“ (у дуету са Либером), а наступила је и на Young Stars Festival 2014. године у Познању и Carpathia Festival 2014. године у Жешову, гдје је отпјевала пјесму „Za młodzi, za starzy“ током концерта поводом 25. годишњице умјетничког дјеловања Jacka Cygana i Ryszarda Rynkowskiegoг у оквиру 51. Фестивала пољске музике (оригинални наслов  фестивала је Krajowy Festiwal Piosenki Polskiej) у Ополу, а за извођење пјесме „Nie patrzę w dół“ заједно са Либером гдје је освојила награду за најбољу изведбу на концерту Лато ЗЕТ и Двојка 2014. године у Торуњу.
Године 2015. била је у пољском жирију 60. такмичења за Пјесму Евровизије 2015. године и учествовала у четвртом издању Полсатовог забавног програма Твоје лице звучи познато (назив на пољском језику Twoja twarz brzmi znajomo). У марту 2016. године са пјесмом „Лустра“ заузела је пето мјесто у финалу пољског квалификационог круга за 61. Пјесму Евровизије 2016. године. Дана, 28. октобра 2016. године објавила је свој деби албум под називом Natinterpretacje, са којим је дебитовала на 15. мјесту пољске OLiS топ листе и коју је најавила синглом „Domek z kart“. Године 2017., заједно са Јаном Климентом, побједила је у финалу седмог издања забавног програма Плес са звијездама (назив емисије на пољском језику је Dancing with the Stars. Taniec z gwiazdami) и била у жирију националних елиминација (оригинални назив фестивала Krajowe Eliminacje do Konkursu Piosenki Eurowizji dla Dzieci 2017) за 15. Дечја песма Евровизије. године.
У јануару 2018. године, у интервјуу за пољски сајт Plejada.pl, најавила је почетак рада на свом другом студијском албуму. Албум је најављен сингловима: „Parasole” (сертификована платина), „Nie oglądam się” и „Nie mów nic”. Албум, међутим, никада није објављен. У јануару 2020. године одржана је премијера филма Како сам постао гангстер. Истинита прича (Jak zostałem gangsterem. Historia prawdziwa) у којој је играла Магду, жену главног јунака. У априлу је албум репера Quebonafide под називом Romantic Psycho, на којој је пјевала као гост у пјесмама: „Jesień“ и „Tęskniezastarymkanye“. Три мјесеца касније објавила је сингл „Pestki“, који је у марту 2021. године постигао статус златне плоче. Такође 2020. године водила је Polsat талент шоу The Four. Bitwa o sławę.
У фебруару 2021. године успоставила је сарадњу са издавачком кућом Kayax, под чијим је заставом дебитовала са музичким спотом за сингл „Powinnam?“. У наредним мјесецима објавила је још три сингла: „Połóż się tu” и „Przypływy" (у дуету са Ралфом Каминским) и „Para“, а 5. новембра њен други албум под називом Pogłos, који је промовисала са још два сингла: „1-2 X” и „Początki”. Тада је препозната као дио кампање EQual коју води Spotify. као дио кампање, њена фотографија је приказана на Times Square у Њујорку. Дана, 3. јуна 2022. године објавила је сингл са видео спотом „Osiedle“, а убрзо након тога, заједно са Игом (пољски пјевач Igo), објавила је сопствену интерпретацију пјесме „Przetańczyć z tobą chcę całą noc” са репертоара Ане Јантар, заједно са Даријом Завиалов објавила је заједнички сингл „Czyj sen dziś śnisz?“. Почетком септембра најавила је концертну турнеју којом промовише албум Pogłos.
У априлу 2024. објавила је сингл „Północ“, који најављује њен трећи студијски албум.

## Музички утицаји
Његове музичке инспирације су Мајкл Џексон, Џастин Тимберлејк и Ријана.

## Дискографија

#### Албуми
- Natinterpretacje, албум из 2016. године
- Pogłos, албум из 2021. године

#### Синглови
- 2012 – Jane
- 2013 – Tęczowy
- 2014 – Ne pytaj jak
- 2015 – Samosiejka
- 2016 – Lustra
- 2016 – Domek z kart
- 2016 – Powietrze
- 2017 – Zamienię Cię
- 2017 – Zaprowadź mnie
- 2018 – Parasole
- 2019 – Nie oglądam się

## Филмографија
- 2020. године, филм - Како сам постао гангстер. Истинита прича (наслов филма на пољском језику Jak zostałem gangsterem. Historia prawdziwa), улога Магда.

## Награде и признања
| Година       | Категорија                                                                                | Конкурс/Награда                                        | Резултат   | Извори |
| ------------ | ----------------------------------------------------------------------------------------- | ------------------------------------------------------ | ---------- | ------ |
| 2013. године | Најбољи деби албум                                                                        | Eska Music Awards 2013                                 | Номинација | [ 43 ] |
| 2013. године | Највећи хит године („Wszystkiego na raz”)                                                 | TOPtrendy 2013                                         | Номинација | [ 44 ] |
| 2016         | Учешће у фестивалу за Избор за пјесму Евровизије за Пољску 2016. године (пјесма „Lustra”) | Krajowe Eliminacje do Konkursu Piosenki Eurowizji 2016 | 5. мјесто  | [ 24 ] |
| 2016         | Grand Prix Opola 2016 („Lustra”)                                                          | 53. Национални фестивал пољске пјесме у Ополу          | Номинација | [ 45 ] |
| 2018. година | Омиљена пољска звијезда                                                                   | Kids’ Choice Awards 2018                               | Номинација | [ 46 ] |
| 2023         | Поп албум године (Pogłos. Suplement)                                                      | Fryderyki 2023                                         | Номинација | [ 47 ] |
| 2023         | Најбољи нови перформанс („Bo jesteś Ty”)                                                  | Fryderyki 2023                                         | Номинација | [ 47 ] |
| 2023         | Умјетник године                                                                           | Fryderyki 2023                                         | Номинација | [ 47 ] |